# Dicranomyia microsomoides
Dicranomyia microsomoides är en tvåvingeart som först beskrevs av Alexander 1954.  Dicranomyia microsomoides ingår i släktet Dicranomyia och familjen småharkrankar. Inga underarter finns listade i Catalogue of Life.